# Suiza alemana

Lenguas de Suiza: en naranja, la parte germanófona.

Con el término Suiza alemana (en alemán: Deutschschweiz o también deutsche Schweiz, en francés: Suisse alémanique, en italiano: Svizzera tedesca, en romanche: Svizra tudestga) se denomina a las zonas de Suiza con una población predominantemente germanófona. Cubre un 65 por ciento del territorio suizo.

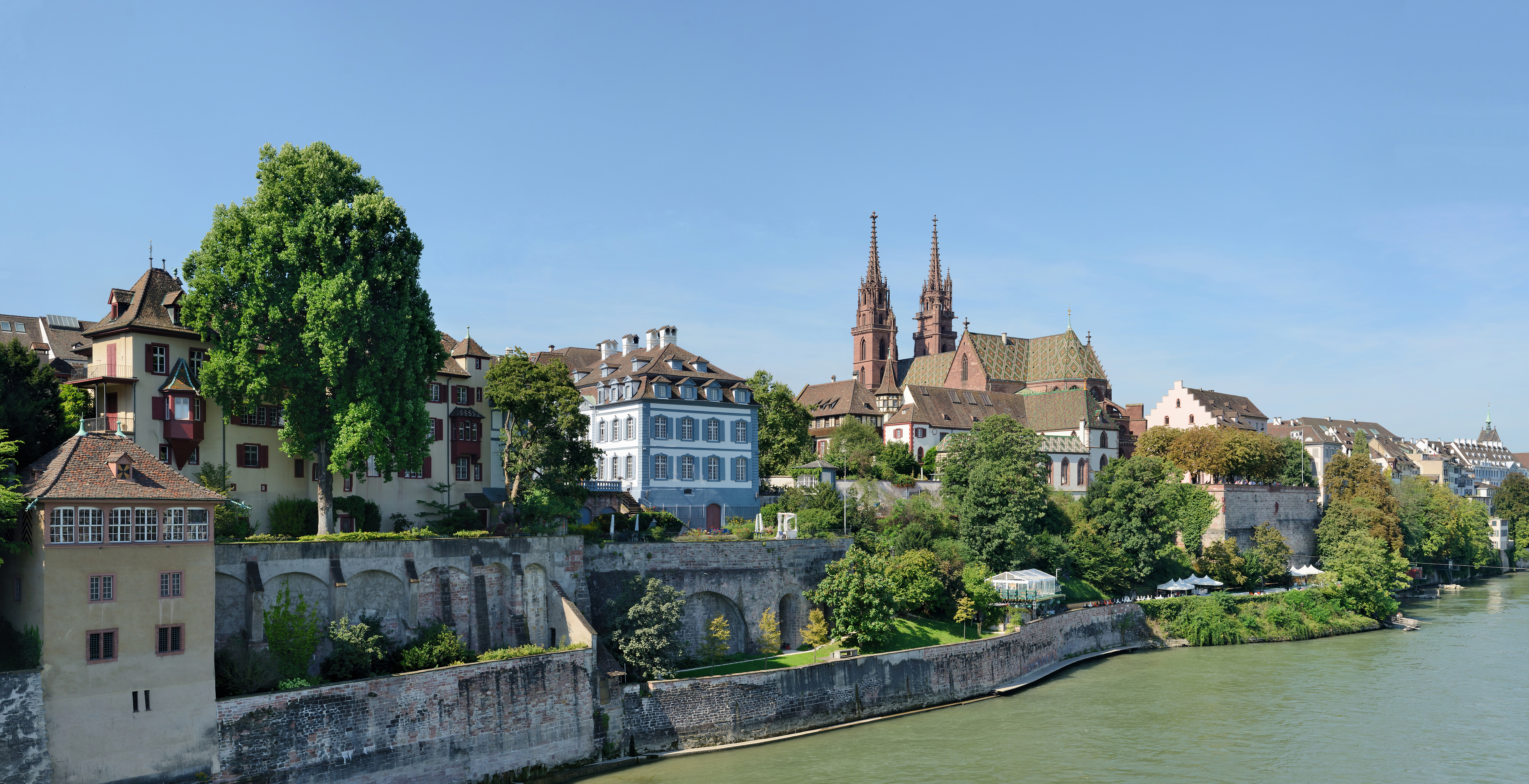
Basilea, Suiza

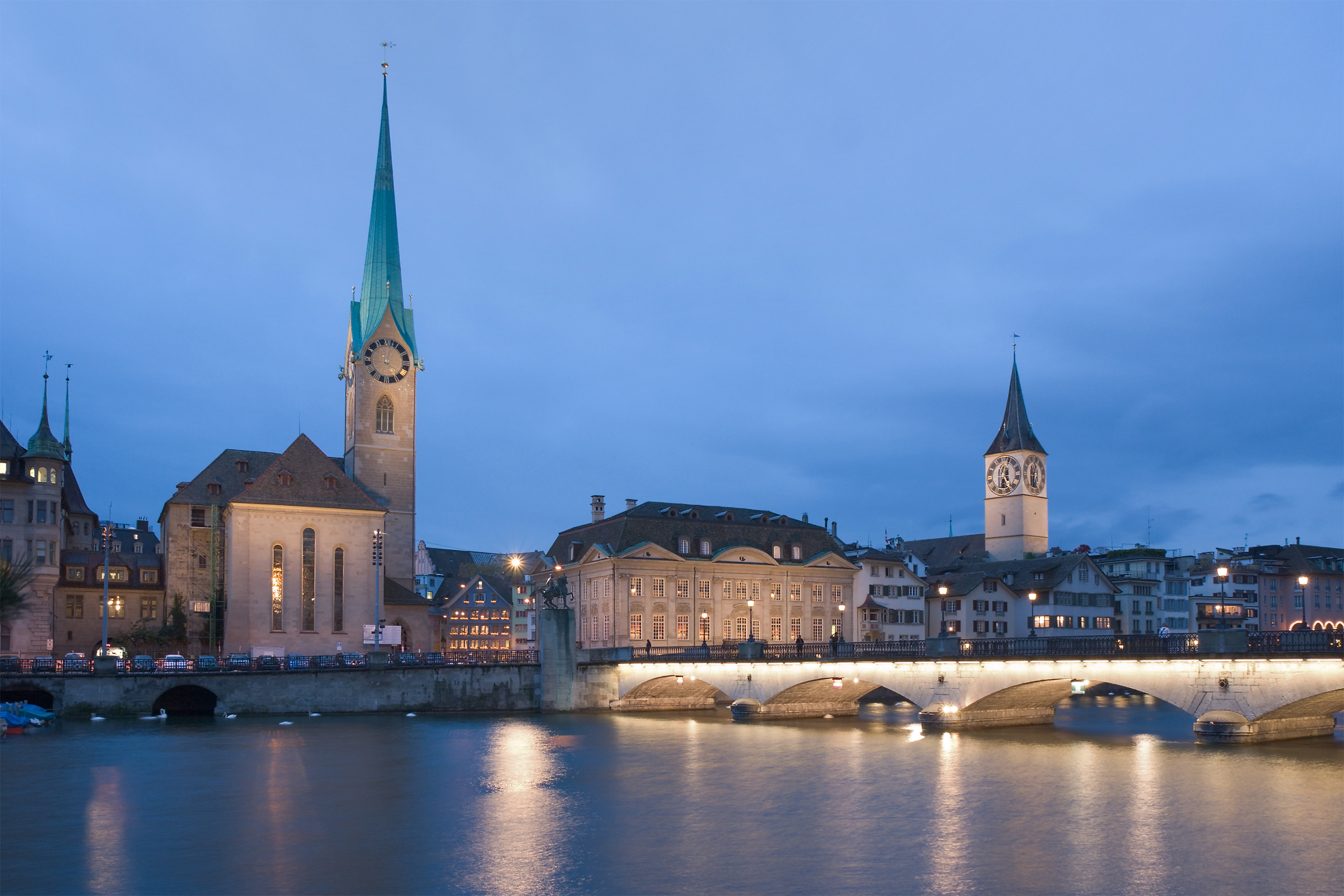
Zúrich, Suiza

El alemán es la lengua oficial en 17 de los 26 cantones suizos: Uri, Schwyz, Obwalden, Nidwalden, Lucerna, Zúrich, Glaris, Zug, Soleura, Basilea-Ciudad, Basilea-Campiña, Schaffhausen, Appenzell Rodas Exteriores, Appenzell Rodas Interiores, Sankt Gallen, Argovia y Turgovia.
Otros tres cantones son bilingües alemán-francés:
- Berna, con mayoría alemana (84%)
- Friburgo y el Valais, donde el alemán está en minoría (cerca de un 30%)

Finalmente, el cantón de los Grisones es oficialmente trilingüe: alemán (68%), romanche e italiano.

Los suizos alemanes tienen relativamente pocas afinidades con sus vecinos alemanes del norte, a pesar del parentesco lingüístico a un lado y a otro del Rin. Las razones son esencialmente históricas: la Suiza alemana ha estado separada de facto del resto de las regiones germanófonas desde finales de la Edad Media, y oficialmente a partir de los Tratados de Westfalia de 1648.

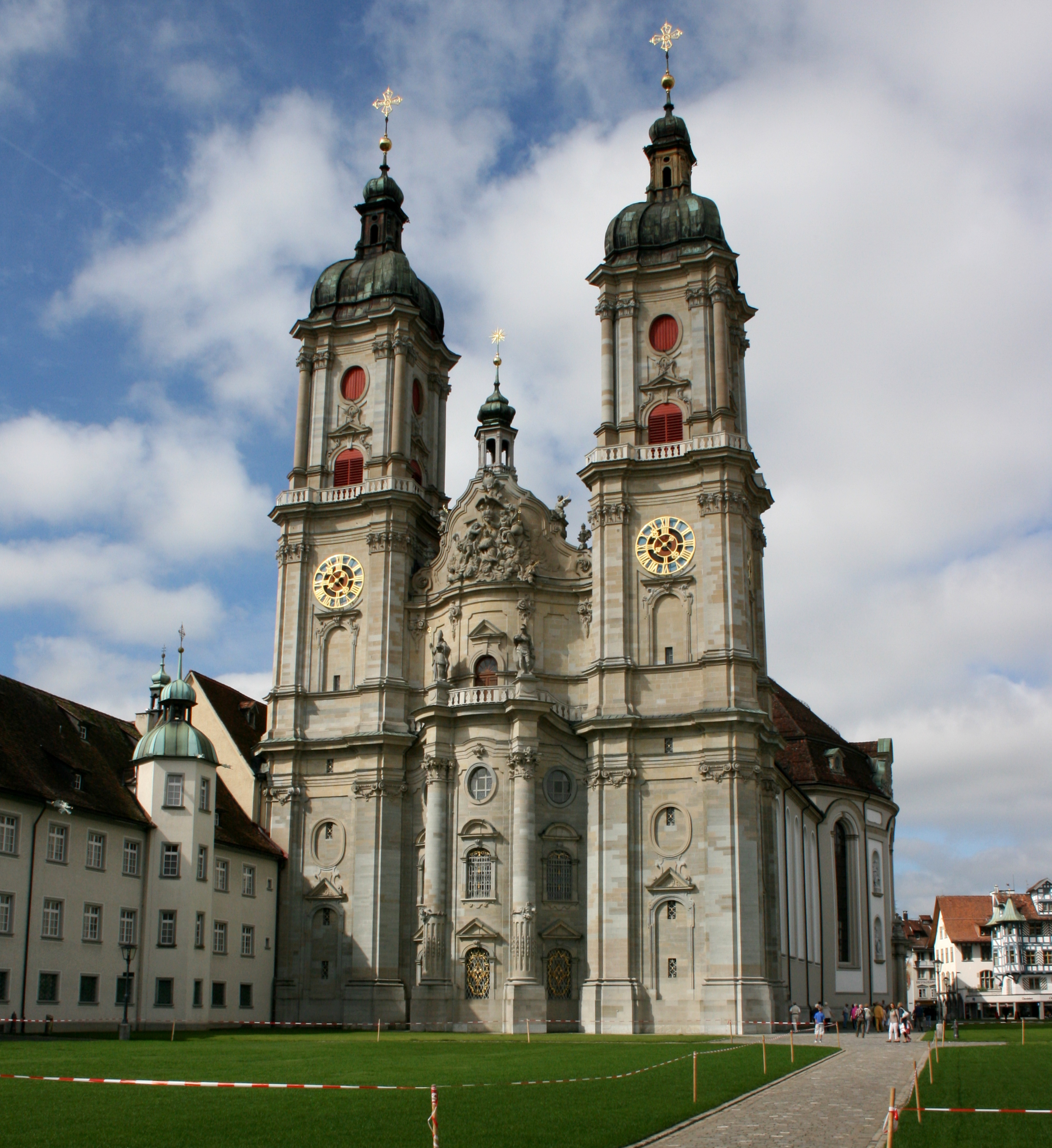
Catedral abacial de San Galo

Una razón suplementaria se debe al estatuto concedido al dialecto. Aunque la lengua oficial de los cantones suizos alemanes sea el alemán estándar (Hochdeutsch), en la vida cotidiana, la población se expresa, casi exclusivamente, en el dialecto del alemán suizo (Schwytzerdütsch), que también está muy presente en la producción cinematográfica helvética. Así pues, Achtung Fertig Charlie! o incluso Grounding son realizaciones en versión original suiza alemana. En Alemania, en cambio, el uso del dialecto está mucho más limitado.
Los suizos alemanes no se sienten integrantes de un grupo uniforme: según las regiones, cada uno se sentirá más bien bernés, zuriqués, basiliense, lucernés, etc. El federalismo, muy implantado en Suiza, donde las decisiones políticas a menudo se toman a nivel cantonal o municipal, refuerza aún más esta actitud.
Culturalmente hablando, la Suiza alemana no constituye tampoco un conjunto homogéneo. Ya en la Edad Media existían diferencias acentuadas entre los cantones rurales y los urbanos. Después de la Reforma, han surgido divisiones entre las regiones convertidas al protestantismo y las que siguieron siendo católicas. Hoy, con la mezcla de las poblaciones y el retroceso del hecho religioso, las diferencias confesionales han perdido importancia; por el contrario, se asiste a una recuperación de las diferencias entre las ciudades (progresistas) y el campo (conservador). Sin embargo, las diferentes denominaciones históricas pueden verse en los pueblos de montaña, donde la Suiza central católica tienen capillas y estatuas de santos, y las casas de labranza en el paisaje muy similar del Oberland Bernés protestante muestran en su lugar versículos de la Biblia tallados en las fachadas de las casas.

## Características lingüísticas
Los dialectos suizos alemanes (Schwytzerdütsch) son cercanos a los dialectos germánicos hablados en los países vecinos (por ejemplo, el alsaciano, las hablas del antiguo Estado de Baden en Alemania, los de Liechtenstein y del Vorarlberg austriaco). Han mantenido sobre todo ciertos monoptongos del alto alemán: cf. ziit ("tiempo"), huus ("casa"), convertidos respectivamente en Zeit y Haus en el alemán estándar. Los dos principales conjuntos dialectales se deslindan por la llamada línea Brünig-Napf-Reuss.